# Heze (stjärna)
Heze eller Zeta Virginis ( ζ Virginis, förkortat Zeta Vir,  ζ Vir) som är stjärnans Bayerbeteckning, är en stjärna belägen i mellersta delen av stjärnbilden Jungfrun. Den har en skenbar magnitud på +3,376 och är synlig för blotta ögat. Baserat på parallaxmätning inom Hipparcosuppdraget på ca 44 mas, beräknas den befinna sig på ett avstånd av 74 ljusår (22,7 parsek) från solen.

## Egenskaper
Heze är en stjärna i huvudserien av typ A och av spektralklass A3 V. Stjärnan har en massa som är dubbelt så stor som solens och en radie som likaledes är två gånger solens radie. Den utstrålar ca 18 gånger mer energi än solen från dess yttre atmosfär vid en effektiv temperatur av 8 247 K, vilket ger den vita färg som karakteriserar en stjärna av typ A.
År 2010 upptäcktes en följeslagare, ζ Virginis B, men detta objekt har inte varit under observation tillräckligt lång tid för att exakta samband ska ha kunnat bestämmas. Paret beräknas emellertid kretsa i en bana med en genomsnittlig separation på minst 24,9 astronomiska enheter och en excentricitet av 0,16 eller mer. Deras omloppsperiod är minst 124 år. Följeslagaren kan vara en röd dvärgstjärna, vilket skulle förklara det observerade flödet av röntgenstrålning från detta stjärnsystem.